# Леопольд Скульський
Леопольд Скульський (пол. Leopold Skulski; 15 листопада 1877, Замосць, Австро-Угорщина — 1940 ?, ймовірно, Брест, Союз Радянських Соціалістичних Республік) — польський державний і політичний діяч, хімік, фармацевт, прем'єр-міністр Польщі в 1920—1921 роках, бургомістр Лодзі в 1917—1919.

## Біографія
Був сином магістратського чиновника. Мати Скулски належала до шляхетського гербу Леліва. Будучи ще гімназистом, Леопольд почав працювати в одній з аптек. У 1899 він перебрався до Варшави і закінчив фармацевтичні курси при Варшавському Імператорському університеті. Пізніше вивчав хімію у Вищій технічній школі в Карлсруе, був членом польських студентських організацій. Завершивши свою освіту, проживав у Варшаві та Лодзі, працював фармацевтом, пізніше ставши власником двох аптек і невеликого заводу з виробництва крохмалю. У ті ж роки брав участь в організації фізкультурної організації «Сокіл», займався громадською діяльністю, а в роки Першої світової війни став членом таємної політичної організації «Народна Ліга», що виступала за здобуття Польщею незалежності. Одночасно, користуючись популярністю у місцевої громадськості, зміг стати бургомістром Лодзі. Після здобуття Польщею незалежності був також делегований до Конституційного Сейму, який працював в 1919—1922 рр. Обійнявши посаду прем'єр-міністра, займався в основному соціальними питаннями. У 1925—1928 Скульський був членом Державного трибуналу. Подавши у відставку, займався підприємницькою діяльністю.
Був Папським камергером і кавалером Мальтійського ордена.
Після нападу німців на Польщу перебрався в Пінськ, проте незабаром опинився вже в зоні радянської окупації. В кінці 1939 року було заарештовано НКВС. За деякими даними, розстріляний в 1940 році в Мінську або Куропатах. Однак же, за свідченням деяких його родичів, Скульськи міг бути живий в 1947 або навіть 1958 році, і навіть працював в одній з хімічних лабораторій в Ухті.
Леопольд Скульськи був одружений двічі: на сестрах Амелії, а потім Яніні Понговскіх. Усиновив двох дітей другої дружини від першого шлюбу — Ханну (нар. 1914) і Станіслава (нар. 1918), польського офіцера, а пізніше професора хімії в Канаді.